# Vereinigtes Königreich Großbritannien und Irland
Das Vereinigte Königreich Großbritannien und Irland war ein souveräner Staat auf dem Gebiet der Britischen Inseln, der am 1. Januar 1801 durch die Vereinigung des Königreichs Großbritannien und des Königreichs Irland gegründet wurde. Die Gründung des irischen Freistaats am 6. Dezember 1922 führte zu dem Ende des Staates und dazu, dass der Rest am 12. April 1927 in Vereinigtes Königreich Großbritannien und Nordirland umbenannt wurde.

## Geographie
Das Vereinigte Königreich Großbritannien und Irland umfasste die vier Landesteile England, Wales, Schottland und Irland. Unter der Herrschaft des Vereinigten Königreichs waren zudem Dominions, Kronkolonien, Protektorate, Mandatsgebiete und sonstige abhängige Territorien auf allen Kontinenten vereint. Zum Zeitpunkt seiner größten Ausdehnung, 1922, umfasste es mit 458 Millionen Einwohnern und ca. 33,67 Millionen km² sowohl ein Viertel der damaligen Weltbevölkerung als auch ein Viertel der Landfläche der Erde.
In der Alltagssprache wurde es auch schlicht als Großbritannien (in der Schweiz Grossbritannien) oder England bezeichnet. Jedoch stellt England in der eigentlichen Bedeutung nur den größten Landesteil dar, während Großbritannien die Hauptinsel der Britischen Inseln bezeichnet (auf der die Landesteile England, Schottland und Wales liegen).

## Geschichte

### Gründung
Das Vereinigte Königreich Großbritannien und Irland entstand 1801 aus dem Zusammenschluss des Königreichs Großbritannien (das im Act of Union 1707 aus dem Zusammenschluss der Königreiche England und Schottland entstanden war) mit dem Königreich Irland. Das Zusammengehen war möglich geworden, nachdem das irische Parlament (in dem ausschließlich Protestanten vertreten waren) ein Jahr zuvor beschlossen hatte, dem Act of Union 1800 zuzustimmen und sich selbst aufzulösen.
Im Vereinigungsvertrag wurde vereinbart, dass Irland mehr als 100 Parlamentsabgeordnete ins britische Parlament im Palace of Westminster entsenden würde. Das waren deutlich weniger Abgeordnete, als dem Anteil Irlands an der Gesamtbevölkerung des neuen Königreiches Großbritannien und Irland entsprach, der damals knapp ein Drittel ausmachte. Außerdem war die Emanzipation der Katholiken vorgesehen. Die Umsetzung wurde jedoch durch König Georg III. mit dem Argument, dass er mit der Gleichstellung der Katholiken seinen Krönungseid brechen würde (der britische Monarch ist zugleich Oberhaupt der anglikanischen Kirche), zunächst verhindert.
1829 gelang es Daniel O’Connell durch ein juristisches Verfahren, endlich die britische Regierung zur Umsetzung der Katholikenemanzipation zu zwingen. Seine Kampagne, die Vereinigung rückgängig zu machen, scheiterte jedoch. Später versuchten Politiker wie Charles Stewart Parnell, in Irland eine autonome Selbstverwaltung (Home Rule) einzuführen. Irland sollte aber ein Teil des Vereinigten Königreichs bleiben.

### Außenpolitik
Zum Zeitpunkt seines Bestehens war das Vereinigte Königreich Großbritannien und Irland das größte Kolonialreich der Erde und vom Ende der Napoleonischen Ära bis zum Ersten Weltkrieg die führende Weltmacht. Die Außenpolitik des Königreichs war vom Prinzip der splendid isolation geprägt: Andere Mächte waren durch Konflikte in Europa gebunden, während die Briten sich heraushielten und durch die Konzentration auf den Handel ihre Vormachtstellung noch weiter ausbauten. Das Königreich übte nicht nur die Kontrolle über die eigenen Kolonien aus, sondern beeinflusste dank der führenden Position in der Weltwirtschaft auch die Innenpolitik zahlreicher nominell unabhängiger Staaten.

### Unabhängigkeit Irlands
Der Osteraufstand von 1916 in Irland war ein Versuch militanter irischer Republikaner, die Unabhängigkeit Irlands von Großbritannien gewaltsam zu erzwingen. Ende 1918 wurde ein neues britisches Parlament gewählt. Die in Irland gewählten Abgeordneten trafen sich Anfang 1919 als ein unabhängiges irisches Parlament namens Dáil Éireann und riefen die Irische Republik aus.
London reagierte darauf mit militärischer Gewalt, die zum Irischen Unabhängigkeitskrieg führte. Außerdem teilte es 1920 Irland in zwei Länder auf, die weiterhin Teile des Vereinigten Königreichs sein sollten: Nordirland und Südirland. Schließlich wurde der Unabhängigkeitskrieg durch den Anglo-Irischen Vertrag von 1922 beendet. Ein Teil der irischen Politiker akzeptierte den Vertrag, der andere Teil lehnte ihn ab. So kam es zum Irischen Bürgerkrieg bis 1923. Die Befürworter des Vertrags obsiegten.
Der Vertrag sah Folgendes vor:
- Es entstand der Irische Freistaat (anstelle der Irischen Republik).
- Nordirland durfte den Freistaat verlassen; die Grenze wurde schließlich von einer britischen Kommission festgelegt.
- Der Irische Freistaat wurde ein Land innerhalb des Britischen Weltreiches.
- Der König blieb Staatsoberhaupt in Irland.
- Die britische Regierung war im Freistaat über einen Generalgouverneur weiterhin vertreten.

Der Staatsname des britischen Gesamtstaates wurde noch bis zur 1927 erfolgten Änderung in Vereinigtes Königreich Großbritannien und Nordirland beibehalten.
Im Jahr 1932 wurde der Vertragsgegner Éamon de Valera Regierungschef im Freistaat. Unter seiner Führung wurde der Freistaat schrittweise in eine von Großbritannien unabhängige Republik verwandelt. Der Generalgouverneur wurde politisch isoliert und schließlich (einseitig durch Irland) abgeschafft. Irland gab sich eine neue Verfassung mit Präsidenten, ohne den König offiziell abzuschaffen. Erst 1949 machte ein einfaches Gesetz das Land zur Republik Irland.

## Flagge
Als Flagge des Vereinigten Königreichs Großbritannien und Irland wurde der Union Jack 1801 um das Patrickskreuz (St. Patrick’s Cross) für Irland ergänzt.

Georgskreuz (England)
Andreaskreuz (Schottland)
Patrickskreuz (Irland)

Der Union Jack von 1707 bis 1800 (mit Unterbrechungen seit 1606)
Der Union Jack seit 1801

## Staatsoberhäupter
Staatsoberhaupt war der jeweilige britische Monarch, am längsten regierte dabei Queen Victoria von 1837 bis 1901. Der offizielle Titel war König bzw. Königin des Vereinigten Königreiches Großbritannien und Irland.